# Hazárdjelenségek
A hazárdok a digitális hálózatok tervezés folyamán fellépő jelenségek. Olyan működési hibák, amelyek kiszámíthatatlan módon jelentkeznek. Gyakran a megvalósításhoz felhasznált elemek, vagy bekötésük késleltetése okozza.

## Statikus hazárd
Statikus hazárdnak nevezzük, amikor egy kombinációs hálózat bemenetének változására a kimenetnek változatlannak kellene maradnia, mégis megjelenik egy nem kívánt impulzus.
A legegyszerűbb kétszintű kombinációs hálózatokban is előfordulhatnak. Szomszédos bemeneti változás hatására következhet be (az előző és az új bemeneti kombinációk Hamming-távolsága 1), abban az esetben, ha ezt az átmenetet egyetlen implikáns sem fedi le. Ha kezdő és végállapotban is magas szint van, de az átmenet nincs lefedve statikus-1-hazárdról beszélhetünk. Ilyenkor nullimpulzus jelenhet meg a kimeneten. Statikus-0-hazárd esetén a kimeneten állandó 0-nak kellene lennie és egy impulzus (tüske) jelenik meg.
Kiküszöböléséhez módosítanunk kell a függvényt vagy másik hálózatot kell terveznünk, amely lefedi ezeket a hazárdokat, ezzel megakadályozva, hogy a hazárd kijusson a kimenetre. Ez utóbbi megoldás azonban növeli a hálózat szintjét, ami késleltetést jelent. 

## Dinamikus hazárd
Csak kettőnél több szintű hálózatban fordulhat elő. A bemeneti változók értékeinek megváltoztatása esetén a kimeneten több tüske is megjelenik.

## Funkcionális hazárd
Akkor jelentkezhet, ha több bemeneti változó változik egyszerre (Hamming-távolság>1). Aszinkron sorrendi hálózatokban ez nem kívánt állapotátmeneteket okozhat.

## Lényeges hazárd
Csak aszinkron sorrendi hálózatokban jelentkezik. Az első integrált áramkörök megjelenésekor találkoztak először a jelenséggel, mert itt a szekunder változó és a bemeneti változó sebessége összemérhető (versenyhelyzet). Csak akkor fordulhat elő, ha az állapottábla Unger-konfigurációt tartalmaz.
Kiküszöböléséhez szándékos késleltetést kell alkalmaznunk vagy módosítanunk kell az állapottáblát. Ez általában az állapotszám növekedését jelenti.

## Rendszerhazárd
Rendszerhazárdról akkor beszélhetünk, ha több szekunder változónk van. A jelenség oka, hogy a visszacsatoló ágban lévő flipflopok bemenetén más-más időkésleltetések vannak. Előfordulhat, hogy az egyik flipflop jóval gyorsabb a többinél és már visszahat, így a többi flipflop már nem az eredeti állapotból vesz mintát, hanem ebből a módosítottból.